# Jesus Cantero
Jesus Cantero (* 9. März 1982 in Madrid) ist ein spanischer Tischtennisspieler.

## Werdegang
Erste internationale Einsätze hatte er erst 2011, da er wegen starker spanischer Konkurrenz selten eingesetzt wurde. So nahm er an der Weltmeisterschaft in Rotterdam teil, wo er die zweite Runde im Einzel erreichen konnte, hier jedoch Zhang Jike unterlag.
2012 gewann Cantero bei den Spanish Open seine erste Pro-Tour-Medaille im Einzel, an der Weltmeisterschaft für Mannschaften durfte er ebenfalls teilnehmen. Hier kam Cantero als Teil der spanischen Mannschaft auf den dritten Gruppenplatz und schied somit aus. 2013 war er weniger aktiv, konnte aber an den Chile Open teilnehmen, wo er Bronze gewinnen konnte.
Für die Weltmeisterschaft wurde der Spanier ebenfalls nominiert, wurde jedoch schon in der Qualifikation gestoppt. Die Spanish Open 2014 schloss er mit dem zweiten Platz im Einzel und Doppel ab. 2015 nahm er nur an einem World Tour Turnier teil, 2016 war er unter anderem in der French League aktiv, war aber sonst selten auf der internationalen Bühne zu sehen.

## Erfolge
- Gewinn der Spanish Open 2012 im Einzel
- Gewinn der Chile Open 2013 im Einzel
- Gewinner mit dem Verein Alicante TDM mit der Mannschaft
- Teilnahme an vier Weltmeisterschaften (2011, 2012, 2013, 2014)